# 8967 Calandra
8967 Calandra là một tiểu hành tinh vành đai chính với cận điểm quỹ đạo là 2.7152179 AU. Nó có độ lệch tâm là 0.1123428 và chu kỳ quỹ đạo là 1954.04 ngày (5.35 năm).
Calandra có vận tốc quỹ đạo trung bình là 17.02993679 km/s và độ nghiêng quỹ đạo là 9.74542 °.
Nó được phát hiện ngày 13 tháng 5 năm 1971 bởi Cornelis Johannes van Houten, Ingrid van Houten-Groeneveld và Tom Gehrels.
Tiểu hành tinh này được đặt tên theo tên của the plant, miliaria calandra.